# 克拉克山脈
77°16′S 142°0′W / 77.267°S 142.000°W
克拉克山脈（英語：Clark Mountains）是南極洲的山脈，位於瑪麗伯德地，屬於福特山脈的一部分，處於阿拉格尼山脈以東16公里，最高點海拔高度超過1,200米，該山脈在1940年由美國探險隊發現。